# Dirty Harry (canção)
"Dirty Harry" é uma canção da banda virtual Gorillaz, lançada como terceiro single do álbum Demon Days, em 2005. O single também foi lançado no iTunes anteriormente. Uma versão mais antiga da canção, denominada "I Need a Gun", apareceu no álbum Democrazy, de Damon Albarn, cofundador dos Gorillaz. O título da canção faz referência ao filme de Clint Eastwood homônimo. A capa do single é uma referência à capa do filme Nascido para Matar.
O single figurou na parada European Hot 100 Singles. Em dezembro de 2005, foi anunciado que "Dirty Harry" foi indicado ao prêmio GRAMMY de "Melhor Performance Urbana/Alternativa". O vencedor, contudo, foi Damian "Jr. Gong" Marley com sua música "Welcome to Jamrock", do álbum homônimo.

## Faixas
CD1
1. "Dirty Harry"
2. "All Alone" (live at Sarm Studios, June 2005)

CD2
1. "Dirty Harry"
2. "Hongkongaton"
3. "Dirty Harry" (Chopper remix)

Promo CD
1. "Dirty Harry"
2. "Dirty Harry" (Instrumental)
3. "Dirty Harry" (A Cappella)

DVD
1. "Dirty Harry" (video)
2. "Murdoc Is God"
3. "Dirty Harry" (animatic with "Dirty Harry" instrumental)

Australia CD (released 16 January 2006)
1. "Dirty Harry"
2. "Dirty Harry (Chopper remix)"
3. "Hongkongaton"
4. "Dirty Harry" (video)
5. "Dirty Harry" (animatic with "Dirty Harry" instrumental)

Japan CD (released 7 December)
1. "Dirty Harry"
2. "All Alone" (live at Sarm Studios, June 2005)
3. "Dirty Harry (Chopper remix)"
4. "Hongkongaton"
5. "Dirty Harry" (video)

### EP americano do iTunes
- Lançado no dia 21 de novembro de 2006

1. "Dirty Harry" (vídeo)
2. "Dirty Harry" (Demon Days ao vivo em Harlem - vídeo)
3. "Highway (Under Construction)"
4. "Hongkongaton"

## Vídeo musical
A animação do single foi feita em um deserto de areia. 2-D, sem camisa, e uma versão animada do Coral Infantil San Fernandez ficam pelo deserto após uma aparente queda de helicóptero. Os sobreviventes mantém-se entretidos com a música enquanto aguardam pelo resgate, formado por Noodle, Murdoc e Russel em um jipe. Bootie Brown, que faz uma participação especial na música, aparece também no vídeo, vestindo uma farda. No fim do vídeo, a banda, as crianças e o rapper entram no jipe e saem do local, mas o jipe aparentemente quebra alguns metros adiante.